# IC 4925
IC 4925 је спирална галаксија у сазвјежђу Телескоп која се налази на листи објеката дубоког неба у Индекс каталогу.
Деклинација објекта је - 52° 52' 0" а ректасцензија 20h 1m 9,9s. Привидна величина (магнитуда) објекта IC 4925 износи 15,6 а фотографска магнитуда 16,4. IC 4925 је још познат и под ознакама ESO 185-46, FAIR 525, PGC 63991.